# Open Database Connectivity

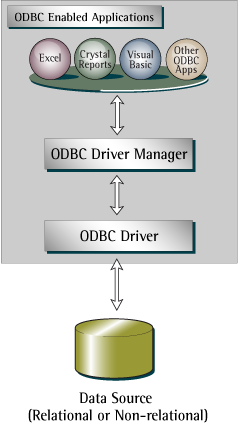
Architettura del driver

In informatica Open DataBase Connectivity (ODBC) è un driver o connettore attraverso un'API standard per la connessione dal client al DBMS. Questa API è indipendente dai linguaggi di programmazione, dai sistemi di database e dal sistema operativo. ODBC si basa sulle specifiche di Call Level Interface (CLI) di SQL, X/Open (ora parte di The Open Group) e ISO/IEC. È stata creata dall'SQL Access Group e la sua prima release risale al settembre 1992.

## Descrizione
ODBC è un'interfaccia nativa grazie alla quale si può accedere tramite linguaggi che siano in grado di chiamare funzioni di librerie native. Nel caso di Microsoft Windows, questa libreria è una DLL. La prima versione è stata sviluppata su Windows; altre release sono state scritte per UNIX, OS/2 e Macintosh.
In aggiunta al software ODBC, c'è bisogno di un driver specifico per poter accedere ad ogni diverso tipo di DBMS. ODBC permette ai programmi che lo usano di inviare ai database stringhe SQL senza che ci sia bisogno di conoscerne le API proprietarie. Genera automaticamente richieste che il sistema di database utilizzato sia in grado di capire.
In tal modo, i programmi possono connettersi a diversi tipi di database utilizzando più o meno lo stesso codice.
Un JDBC-ODBC Bridge è un driver JDBC che impiega un driver ODBC per connettersi al DBMS. Questo driver traduce le chiamate a metodi JDBC in chiamate a metodi ODBC. Il bridge, in genere, viene utilizzato quando non esiste un driver JDBC per un certo DBMS (il che accadeva spesso quando JDBC era ancora poco diffuso, mentre oggi è abbastanza raro).
UnixODBC è l'implementazione ODBC più usata per piattaforme UNIX.